# اتحادیه فوتبال کره شمالی
فدراسیون فوتبال کره شمالی نهاد اداره‌کنندهٔ فوتبال در کره شمالی است. این نهاد در سال ۱۹۴۵ پایه‌گذاری شده و اکنون عضو کنفدراسیون فوتبال آسیا است. در حال حاضر ریاست این نهاد بر عهدهٔ ری ریونگ نام می‌باشد.